# La mujer de mi vida (telenovela venezolana)
La mujer de mi vida es una telenovela estadounidense-venezolana coproducida por Venevisión (Venezuela), Univisión (Estados Unidos) y Fonovideo (Estados Unidos) en 1998, fue escrita por Mariela Romero.
Esta protagonizada por Natalia Streignard y Mario Cimarro; junto con Lorena Meritano, Anna Silvetti y Mara Croatto en los roles antagónicos.

## Sinopsis
Barbarita Ruiz es una muchacha dulce y sencilla que trabaja como asistente de costura en una importante boutique de modas en Miami. Cuando la envían a entallarle un vestido a la conocida millonaria Ricarda Thompson, la joven no se imagina que este será el comienzo de una tormentosa relación entre esa renombrada familia y ella.
Por casualidad, Barbarita conoce al hijo mayor de la viuda Thompson, Valentino, un joven soltero, tramposo y mujeriego que está acostumbrado a salirse siempre con la suya. Valentino se empeña en conquistar a la bella Barbarita a toda costa, y lo logra en poco tiempo. Sin embargo, por primera vez en su vida, Valentino siente algo más que atracción, y se da cuenta de que se ha enamorado de verdad.
En contra de la voluntad de la arrogante Ricarda, quien considera a Barbarita muy poca cosa para ser su nuera, Valentino y Barbarita se casan en una ceremonia íntima. Pero la felicidad le dura muy poco a Barbarita: la noche de su boda, cuando Valentino y ella emprenden por carretera su viaje de luna de miel, tienen un terrible accidente en el que él muere y ella sale prácticamente ilesa.
Ricarda culpa a Barbarita por la muerte de su hijo; llena de odio y dolor, logra convencer a su hijo menor, Antonio Adolfo, de llevar a cabo una cruel venganza contra la joven: enamorarla, seducirla y luego humillarla y abandonarla. Así entra el amor por segunda vez en la vida de Barbarita, y de nuevo lleva el apellido Thompson.
Antonio Adolfo sigue el plan de su madre al pie de la letra, pero en el camino se da cuenta de algo inesperado: la ternura, la bondad y la belleza de la joven han despertado en él un gran amor, al igual que sucedió con su hermano. Y ahora él también decide enfrentarse a su madre y convertir a Barbarita en su legítima esposa.
Todo parece indicar que por fin Barbarita podrá ser feliz, hasta que aparece un obstáculo mucho mayor que la ira de Ricarda: el propio Valentino, quien fingió su muerte para evitar que se descubrieran sus desfalcos de la empresa de la familia, y ahora regresa a reclamar su mujer y su fortuna.

## Elenco
- Natalia Streignard .... Bárbara "Barbarita" Ruiz de Thompson
- Mario Cimarro .... Antonio Adolfo Thompson
- Lorena Meritano .... Alexandra Montesinos de Thompson
- Anna Silvetti .... Ricarda Reyes vda. de Thompson
- Mara Croatto .... Katiusca Cardona
- Lili Renteria ....Emilia Sulbaran
- Ángel Espasande .... Don Evaristo Sulbaran
- Marcela Cardona .... Susana "Susy" Ruiz Morales
- Nury Flores .... Caridad Ruiz
- Germán Barrios .... Severo Montesinos
- Lino Ferrer .... Paquito
- Flor de Loto .... Guadalupe Montesinos
- Ivon D' Liz .... Chela Pérez
- Humberto Rossenfeld .... Renato García
- Carlos Cuervo .... Larry García
- Frank Falcón .... Freddy
- Alexa Kube .... Ángela
- Claudia Reyes .... Jessica Duarte
- Omar Moynello .... Santiago Olmos
- Orlando Cassin .... Don Pipo
- Liz Coleandro .... Lola García
- Irina Rodríguez .... Margarita Marín
- Rosa Felipe .... Nana María
- Fernando Carrera .... Fernando Marín
- Martha Mijares .... Teresa Bustillos
- Ileana Simancas .... Pilar Reyes
- Juan Troya .... Germán
- Yina Vélez .... Rosy
- Pablo Durán .... Juan Pablo González
- Félix Manrique .... Valentino (Tinito) Thompson Ruiz
- Karl Hoffman .... Eleazar Reyes
- Merlín Gómez
- Vicente Pasariello .... El Gato
- Rosangel Querales .... Inés Rondón
- Oscar Piloto .... Daniel
- Pupe Lamata .... Carlita
- Gellerman Baralt .... Valentino Thompson
- Juan Carlos Baena  .... Charly

## Producción
- Historia original: Mariela Romero
- Producción de Libreto: Delia Betancourt
- Tema Musical: "La Mujer de Mi vida"
- Intérprete: Ricardo Montaner
- Dirección de Arte: Raúl de la Nuez
- Música Incidental: Alejandro Campos
- Diseño de Vestuario: Lenia Fernández
- Dirección de Fotografía : Eduardo Dávila
- Coordinación de Producción: Carlos Bardasano
- Productor y Gerente administrativo : Alfredo Schwarz
- Producción general: Igor Manrique
- Dirección de Exteriores : Yaki Ortega
- Dirección General: José Antonio Ferrara
- Gaffer: Rafael Atencio